# Meissner Porzellan (Briefmarkenserie)
Meissner Porzellan ist der Titel dreier Briefmarkenserien, die in den Jahren 1979, 1982 und 1989 von der Deutschen Post der DDR ausgegeben wurden. 
Die fünf Motive von 1960 250 Jahre Meissner Porzellan werden nicht dieser Serie zugeordnet.

## Liste der Ausgaben und Motive
Legende
- Bild: Eine bearbeitete Abbildung der genannten Marke. Das Verhältnis der Größe der Briefmarken zueinander ist in diesem Artikel annähernd maßstabsgerecht dargestellt. Sollten keine Marken abgebildet sein, liegt es daran, dass das Urheberrecht des Künstlers noch nicht erloschen ist.
- Beschreibung: Eine Kurzbeschreibung des Motivs und/oder des Ausgabegrundes. Bei ausgegebenen Serien oder Blocks werden die zusammengehörigen Beschreibungen mit einer Markierung versehen eingerückt.
- Wert: Der Frankaturwert der einzelnen Marke in Pfennig. Ein „+“ bedeutet, dass es sich um eine Zuschlagsmarke handelt (= Frankaturwert + Spende).
- Ausgabedatum: Das Datum des erstmaligen Verkaufs dieser Briefmarke.
- Auflage: Soweit bekannt, wird hier die zum Verkauf angebotene Anzahl dieser Ausgabe angegeben.
- Entwurf: Soweit bekannt, wird hier angegeben, von wem der Entwurf dieser Marke stammt.
- Mi.-Nr.: Diese Briefmarke wird im Michel-Katalog unter der entsprechenden Nummer gelistet.

| Bild | Beschreibung | Wert | Ausgabe- datum   | Auflage   | Entwurf                           | Mi.-Nr. |
| ---- | --- | ---- | ---------------- | --------- | --------------------------------- | ------- |
|      | Meissner Porzellan (I) Diese und die folgenden drei Marken wurden als Zusammendruck in Viererblockanordnung ausgegeben: - Sich schminkendes Mädchen (1966/67)        | 5    | 6. November 1979 | 3.000.000 | Ekkehart Haller und Gerhard Stauf | 2464    |
|      | - Kaffeekanne Form „Altozier“ (18. Jahrhundert) | 10   | 6. November 1979 | 3.000.000 | Ekkehart Haller und Gerhard Stauf | 2465    |
|      | - Kaffeekanne Form „Großer Ausschnitt“ (1973/74) | 15   | 6. November 1979 | 3.000.000 | Ekkehart Haller und Gerhard Stauf | 2466    |
|      | - Deckelvase (18. Jahrhundert) | 20   | 6. November 1979 | 3.000.000 | Ekkehart Haller und Gerhard Stauf | 2467    |
|      | Diese und die folgenden drei Marken wurden als Zusammendruck in Viererblockanordnung ausgegeben: - Papagei auf Stamm mit Kirschen (18. Jahrhundert)                  | 25   | 6. November 1979 | 3.000.000 | Ekkehart Haller und Gerhard Stauf | 2468    |
|      | - Harlekin mit Deckelkanne (18. Jahrhundert) | 35   | 6. November 1979 | 3.000.000 | Ekkehart Haller und Gerhard Stauf | 2469    |
|      | - Blumenverkäuferin (18. Jahrhundert) | 50   | 6. November 1979 | 3.000.000 | Ekkehart Haller und Gerhard Stauf | 2470    |
|      | - Sakeflasche (18. Jahrhundert) | 70   | 6. November 1979 | 3.000.000 | Ekkehart Haller und Gerhard Stauf | 2471    |
|      | Meissner Porzellan (II) Diese und die folgenden drei Marken wurden als Zusammendruck in Viererblockanordnung ausgegeben: - Kaffeekanne in Böttgersteinzeug (um 1715) | 10   | 26. Januar 1982  | 3.500.000 | Lutz Lüders                       | 2667    |
|      | - Bechervase (um 1715) | 20   | 26. Januar 1982  | 3.500.000 | Lutz Lüders                       | 2668    |
|      | - Figur des Oberon (Entwurf: Peter Strang 1969) | 25   | 26. Januar 1982  | 3.500.000 | Lutz Lüders                       | 2669    |
|      | - Vase „Tag und Nacht“ (1979) | 35   | 26. Januar 1982  | 3.500.000 | Lutz Lüders                       | 2670    |
|      | Meissner Porzellan (III) 250 Jahre Zwiebelmuster - Teedose (18. Jahrhundert)                                                                                         | 10   | 18. April 1989   | 8.000.000 | Joachim Rieß                      | 3241 I  |
|      | - Vase (1908) | 20   | 18. April 1989   | 8.000.000 | Joachim Rieß                      | 3242 I  |
|      | - Brotbrett (1855) | 35   | 18. April 1989   | 3.500.000 | Joachim Rieß                      | 3243 I  |
|      | - Kaffeekanne (1745) | 70   | 18. April 1989   | 2.100.000 | Joachim Rieß                      | 3244 I  |
|      | Diese und die folgenden drei Marken wurden als Zusammendruck in Viererblockanordnung ausgegeben: - Teedose (18. Jahrhundert)                                         | 10   | 18. April 1989   | 3.000.000 | Joachim Rieß                      | 3241 II |
|      | - Vase (1908) | 20   | 18. April 1989   | 3.000.000 | Joachim Rieß                      | 3242 II |
|      | - Brotbrett (1855) | 35   | 18. April 1989   | 3.000.000 | Joachim Rieß                      | 3243 II |
|      | - Kaffeekanne (1745) | 70   | 18. April 1989   | 3.000.000 | Joachim Rieß                      | 3244 II |

### Zusammendrucke

Meissner Porzellan (II)